# Iglesia Mayor Prioral (El Puerto de Santa María)
La Iglesia Mayor Prioral es una basílica menor situada en la localidad de El Puerto de Santa María (Provincia de Cádiz, Andalucía, España). Su ubicación en la ciudad está en la plaza de España, junto a ella se encuentra la capilla de Aurora y el Museo Municipal. Dentro de la iglesia se encuentra la imagen de la Virgen de los Milagros, patrona de la ciudad.

## Historia

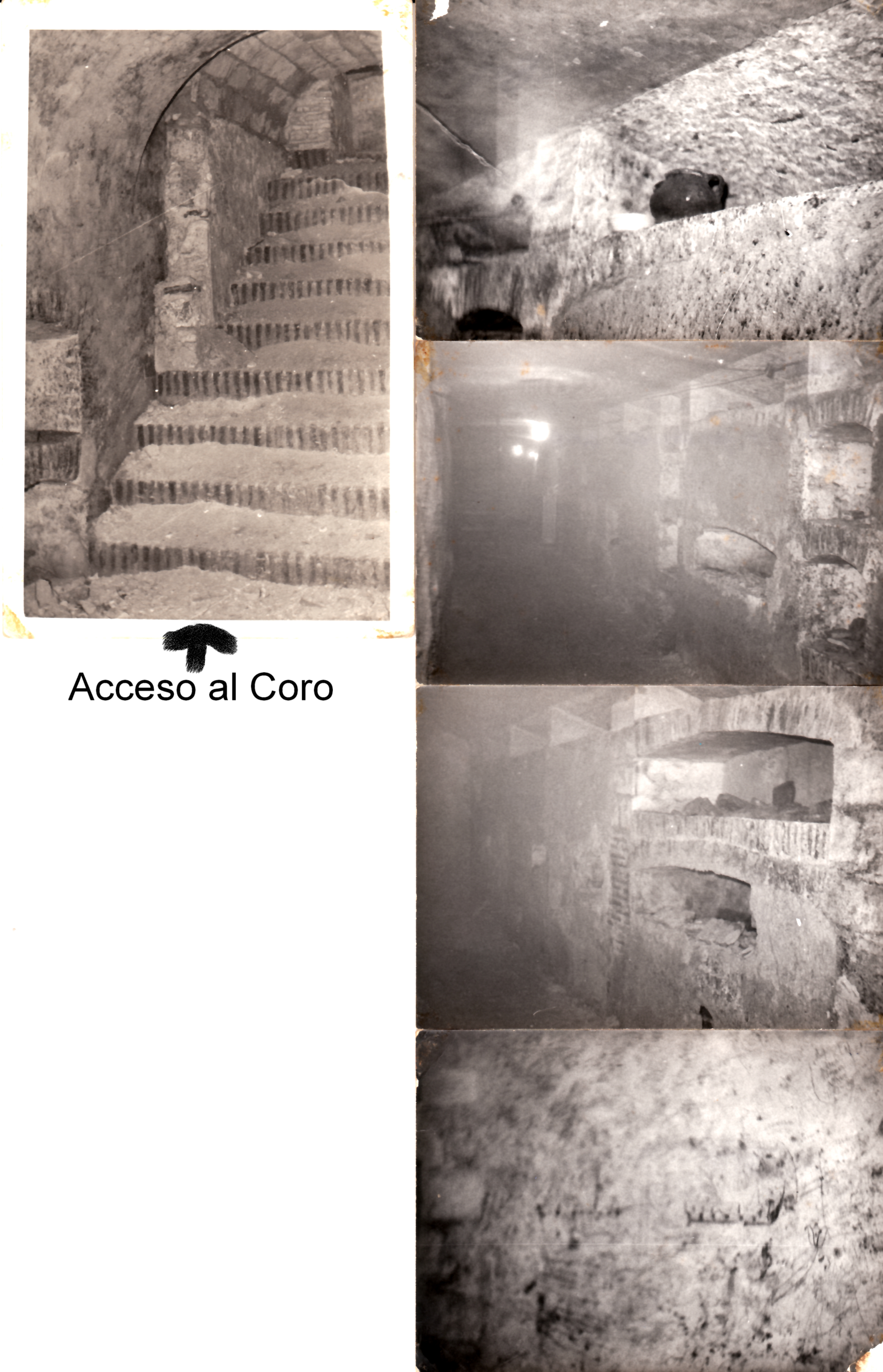
IglesiaMayorPrioral Feb1978

Se levanta en la parte alta de la ciudad, y su construcción está documentada desde el año 1486, coincidiendo con la etapa de apogeo constructivo que fomentan los duques de Medinaceli, señores jurisdiccionales de la entonces villa y promotores de esta obra. Como la mayoría de los grandes edificios de esta zona y la propia catedral de Sevilla, la iglesia se construye con piedra arenisca procedente de la sierra de San Cristóbal.
El primer maestro de obras de esta iglesia del que se tienen noticias es Alonso Rodríguez, quien trabajaba por entonces en la catedral hispalense y en algunas otras iglesias de aquella diócesis, así como en el monasterio de la Victoria de esta localidad, de financiación ducal, de 1504.
En el año 1493 el templo ya se encontraba abierto al culto, aunque aún tardaría años en concluirse. De esta primera etapa se conserva la fachada de los pies o Del Perdón, de estilo gótico tardío; quizás inacabada por A. Rodríguez, o puede que arruinada, como otras partes del templo, a raíz del terremoto de 1636.
Por los efectos de dicho terremoto se produjeron importantes daños, desplomándose la nave principal del templo (con la muerte de dos fieles) y quedando el resto del edificio en muy malas condiciones. Entonces se acometieron obras de consolidación de urgencia a cargo de los maestros locales Martín Rodríguez de Castro y Cristóbal de Liébana, seguidas de una reedificación del templo que duró casi toda la segunda mitad del siglo XVII y que corrió a cargo primero de Antón Martín Calafate, quien recibió las obras en 1647 y utilizó parte de la iglesia antigua que aún se conservaba como eran los muros exteriores, el ábside y algunas capillas. Proyectó la cubrición en bóveda de cañón para luego optar por bóvedas baídas, tras ser criticado por el supervisor de la obra, Juan de Aranda Salazar.Por motivos desconocidos se remató la cubierta en bóvedas de crucería tardogóticas.
Posteriormente, y a partir de 1659, el nuevo maestro mayor de la villa, Francisco de Guindos, se hace cargo de la obra, levantando las bóvedas de crucería y abriendo nuevas capillas. De esta época es para algunos la espléndida puerta lateral llamada Puerta del Sol, aunque otros se la atribuyen a Martín de Gainza, maestro mayor de la catedral de Sevilla. Realizada a la manera de fachada-retablo, incluye notables elementos decorativos de tipo plateresco. En el centro de una hornacina del cuerpo alto de la portada se aloja la imagen de la patrona de la localidad, Nuestra Señora de los Milagros, sobre el castillo de San Marcos, símbolo principal del escudo de la ciudad. El remate superior de esta portada es un ático de cornisa curvilínea con dos grandes óculos sobre el que se disponen las alegorías de las virtudes teologales, todo ello entre una profusa decoración de tipología plateresca, poco frecuente en esta zona.
Se inauguró el templo reconstruido, aunque no definitivamente terminado, en el año 1671.
Del interior de la iglesia, donde existen muchas e interesantes obras de arte, se pueden destacar el magnífico retablo de plata mexicana realizado en 1682 por el platero José Medina en San Luis de Potosí (México), situado en la capilla del Sagrario; el retablo barroco del siglo XVI de la capilla de la Virgen de los Milagros, de la escuela de Pedro Duque Cornejo; la sillería del Coro, atribuida a Juan Bautista Vázquez el Joven, y el baldaquino monumental de estilo neoclásico levantado en el centro del presbiterio a finales del siglo XVIII por el reconocido arquitecto local Torcuato Benjumeda.
En 1982 fue declarada monumento histórico artístico, como queda recogido y publicado en el B.O.E. En la actualidad cuenta con el estatus de Bien de Interés Cultural.
En el año 2000 sufrió un robo de un lienzo del siglo XVII, que tenía unas dimensiones de 70x70 y que tenía su marco esculpido en plata. Este lienzo se exponía en una de sus capillas, la Capilla del Sagrario.
En 2013 se convirtió en Santuario Diocesano y en octubre de 2014 el templo fue elevado a la dignidad de basílica menor por el papa Francisco, siendo consagrado como tal el 25 de enero de 2015. pudiendo así contar con los derechos que se otorgan con esa designación, como poder lucir en el altar mayor dos signos de la dignidad papal y la unión con la Santa Sede.

## Elementos de la iglesia
En su exterior, junto la entrada principal hacia la iglesia se encuentra a la derecha de esta una pequeña torre en el cual se encuentra un reloj, y sobre la entrada principal el campanario compuesto por cinco campanas de distintos tamaños, cuatro en la parte interior y una pequeña en la parte superior.

## Catacumbas

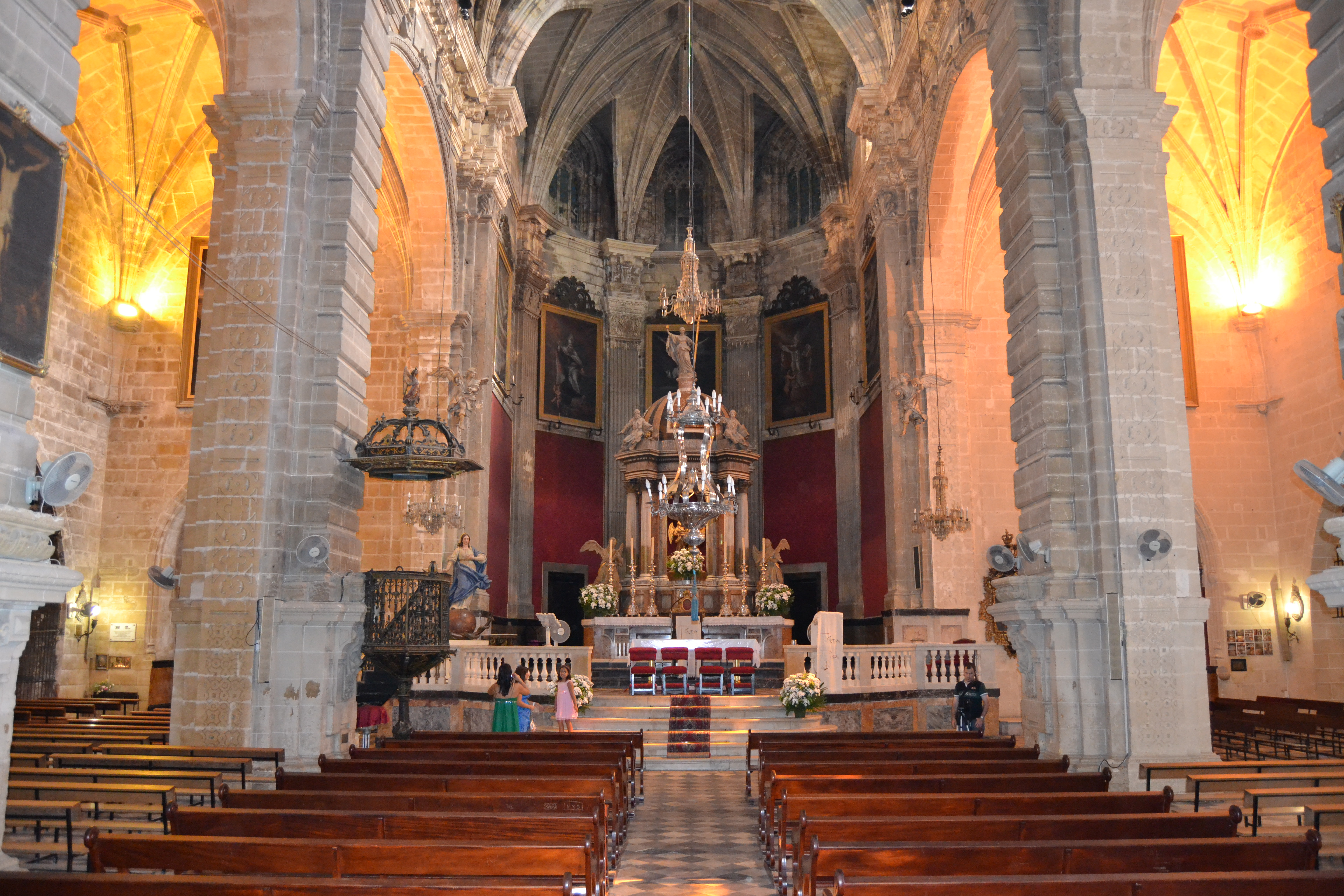
Vista general del interior.

Antiguamente las catacumbas estaban expuestas al público, a las que se podía acceder, si se observa bien se pueden contemplar dos entradas hechas de mármol. Según se comenta, se abren cada cierto tiempo para el mantenimiento de dicho lugar.
La estancia está compuesta por un pasillo de aproximadamente 12 metros, con otro pasillo perpendicular al principal, y muros sellando estos en los extremos y en el acceso al coro, aunque manteniendo las escaleras de acceso al mismo. En las paredes de estos pasillos, a distintos nieles se pueden observar los nichos. En la parte superior de estas paredes también se encontraron vasijas de barro y recipientes que quizás sirvieron para quemar incienso y/o portar la cal que luego vertían sobre los cuerpos.
Los restos estaban vestidos todos "con mortaja de saco" y cubiertos de cal, quizás para acelerar la descomposición y evitar contagios de los que, dedujeron, podrían tratarse de "afectados por la peste". Sobre fechas y datos ciertos o contrastados, poco se pudo averiguar al tratarse de un recinto bajo la tutela de la iglesia y la negativa de sus responsables provinciales a la solicitud de acceso a los archivos para su estudio y comprobación.

## Galería

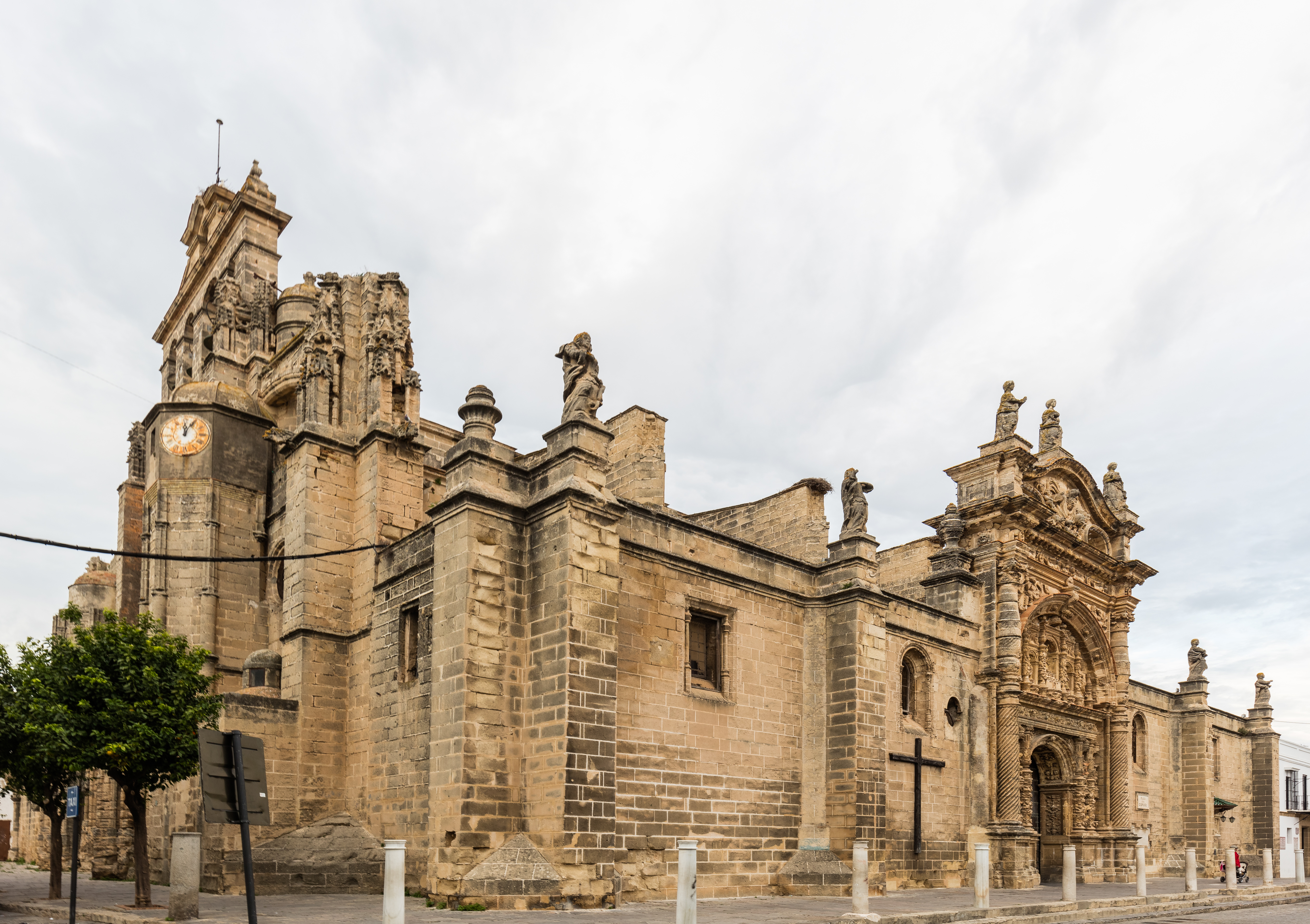
Edificio completo.
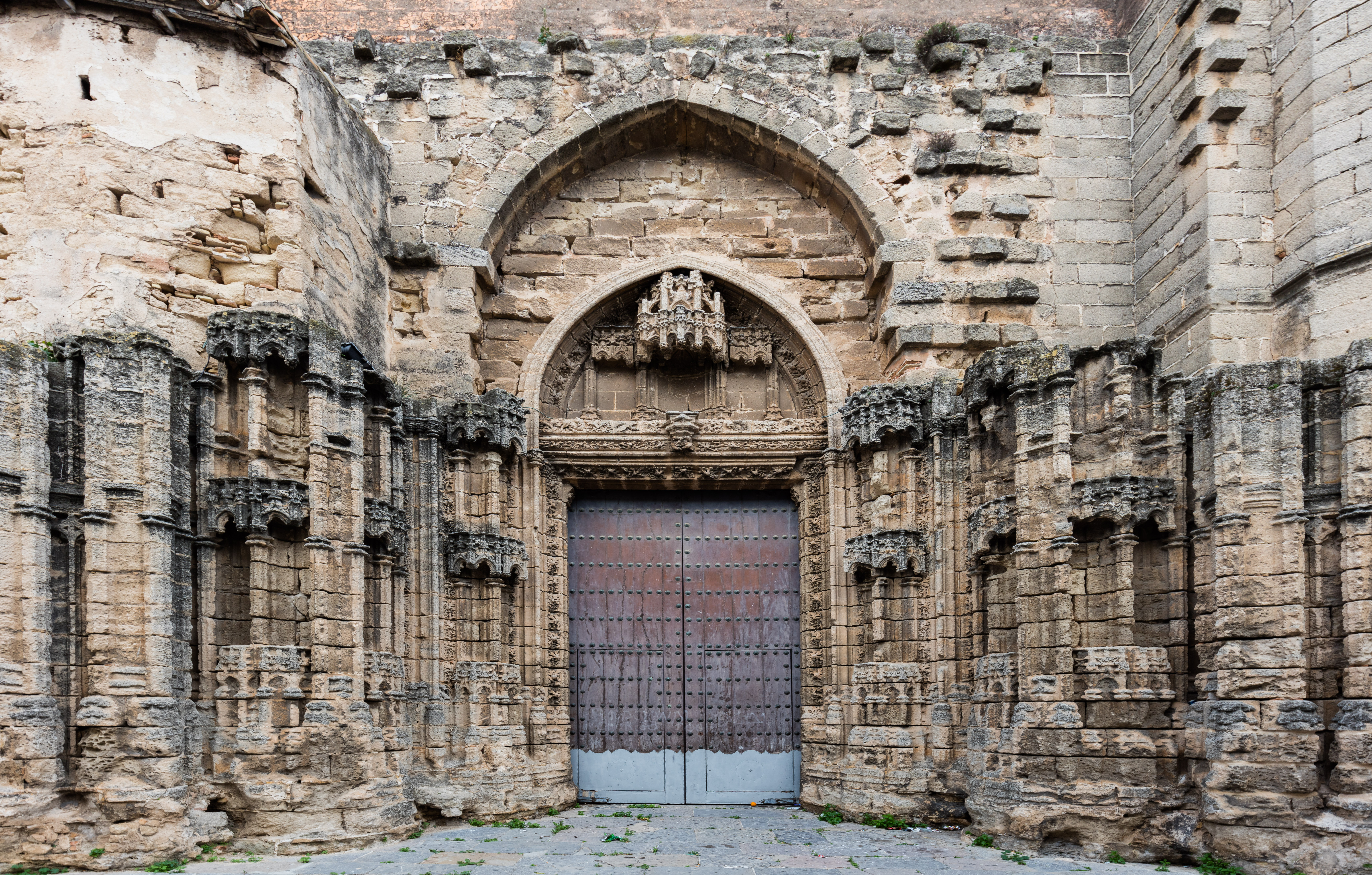
Entrada principal.
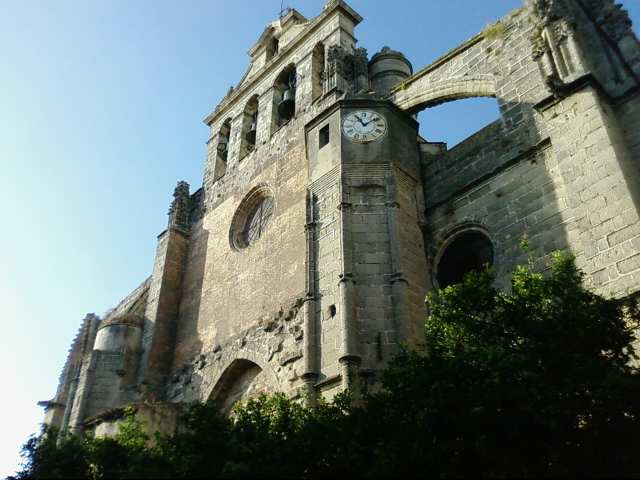
Torre del reloj y campanario junto la entrada principal.
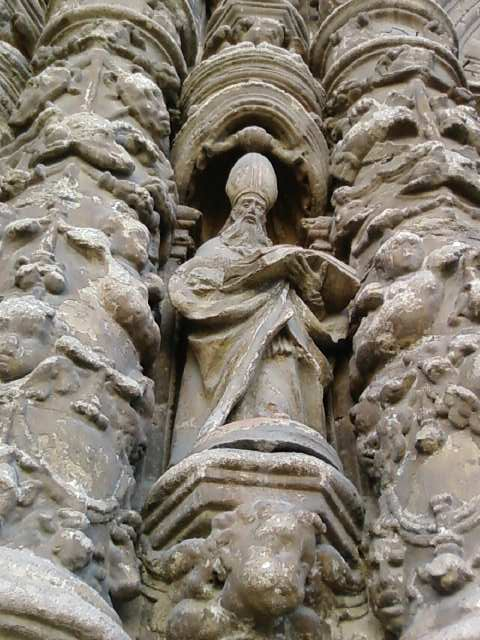
Escultura de San Isidoro de Sevilla en de la fachada.
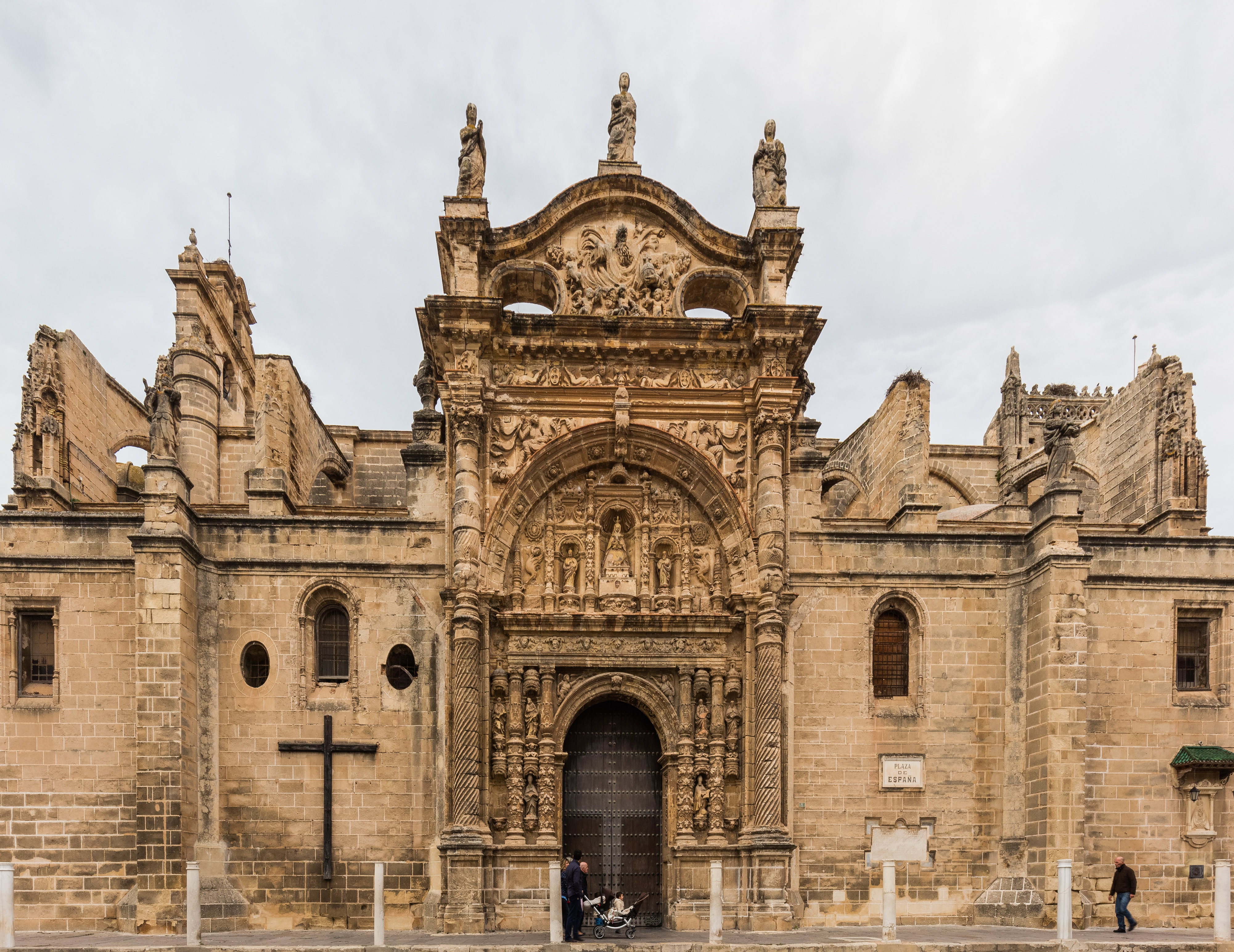
Vista lateral.
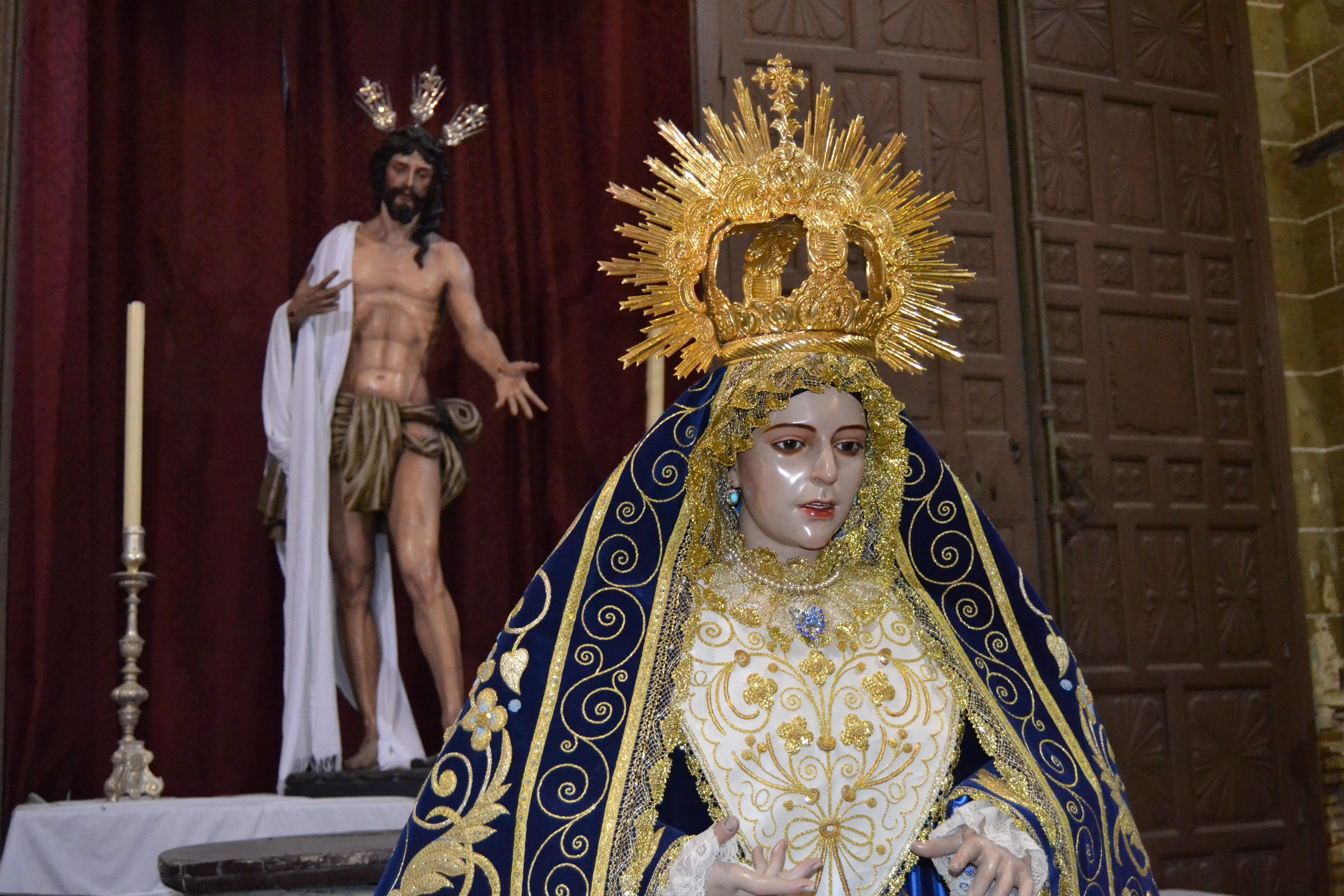
Imagen de la virgen.